# Homolobus ophioninus
Homolobus ophioninus är en stekelart som först beskrevs av Joseph Vachal 1907.  Homolobus ophioninus ingår i släktet Homolobus och familjen bracksteklar. Inga underarter finns listade i Catalogue of Life.